# Фані Псата
Фані Псата (грец. Φανή Ψαθά; нар. 2 лютого 1976, Псахна, Евбея) — грецька борчиня вільного стилю, срібна та бронзова призерка чемпіонатів Європи, учасниця Олімпійських ігор. 

## Біографія
Боротьбою почала займатися з 1992 року. Виступала за борцівський клуб із Псахни (Евбея). 2006 отримала срібну медаль Європейської першості, перемістившись із третього місця на друге через дискваліфікацію після позитивного результату допінг-тесту на заборонений препарат фуросемід української борчині Марії Стадник, яка була позбавлена чемпіонського титулу.
Працює спортивним інструктором для маленьких дітей.

## Виступи на Олімпіадах
| Змагання                    | Збірна | Вагова категорія | Місце |
| --------------------------- | ------ | ---------------- | ----- |
| Літні Олімпійські ігри 2004 | Греція | 48 кг            | 10    |

## Виступи на Чемпіонатах світу
| Змагання                        | Збірна | Вагова категорія | Місце |
| ------------------------------- | ------ | ---------------- | ----- |
| Чемпіонат світу з боротьби 1993 | Греція | 44 кг            | 6     |
| Чемпіонат світу з боротьби 1994 | Греція | 44 кг            | 6     |
| Чемпіонат світу з боротьби 1995 | Греція | 44 кг            | 11    |
| Чемпіонат світу з боротьби 1997 | Греція | 46 кг            | 9     |
| Чемпіонат світу з боротьби 1998 | Греція | 46 кг            | 8     |
| Чемпіонат світу з боротьби 2003 | Греція | 48 кг            | 4     |
| Чемпіонат світу з боротьби 2005 | Греція | 48 кг            | 13    |
| Чемпіонат світу з боротьби 2006 | Греція | 48 кг            | 16    |
| Чемпіонат світу з боротьби 2007 | Греція | 48 кг            | 32    |
| Чемпіонат світу з боротьби 2008 | Греція | 48 кг            | 7     |
| Чемпіонат світу з боротьби 2010 | Греція | 48 кг            | 22    |

## Виступи на Чемпіонатах Європи
| Змагання                         | Збірна | Вагова категорія | Місце  |
| -------------------------------- | ------ | ---------------- | ------ |
| Чемпіонат Європи з боротьби 1996 | Греція | 44 кг            | 5      |
| Чемпіонат Європи з боротьби 1997 | Греція | 46 кг            | 5      |
| Чемпіонат Європи з боротьби 1998 | Греція | 46 кг            | 5      |
| Чемпіонат Європи з боротьби 2005 | Греція | 48 кг            | Бронза |
| Чемпіонат Європи з боротьби 2006 | Греція | 48 кг            | Срібло |
| Чемпіонат Європи з боротьби 2007 | Греція | 48 кг            | 8      |
| Чемпіонат Європи з боротьби 2008 | Греція | 48 кг            | 5      |
| Чемпіонат Європи з боротьби 2009 | Греція | 48 кг            | 11     |
| Чемпіонат Європи з боротьби 2011 | Греція | 48 кг            | 18     |

## Виступи на Кубках світу
| Змагання                    | Збірна | Вагова категорія | Місце |
| --------------------------- | ------ | ---------------- | ----- |
| Кубок світу з боротьби 2003 | Греція | 48 кг            | 9     |

## Виступи на інших змаганнях
| Змагання                                            | Збірна | Вагова категорія | Місце  |
| --------------------------------------------------- | ------ | ---------------- | ------ |
| Відкритий жіночий чемпіонат Австрії з боротьби 1997 | Греція | 46 кг            | 5      |
| Тестовий турнір FILA 2004                           | Греція | 48 кг            | 9      |
| Klippan Lady Open 2004                              | Греція | 48 кг            | Бронза |
| Гран-прі Німеччини з боротьби 2004                  | Греція | 48 кг            | 9      |
| Чемпіонат світу з боротьби серед студентів 2004     | Греція | 48 кг            | Бронза |
| Відкритий жіночий чемпіонат Австрії з боротьби 2005 | Греція | 48 кг            | Золото |
| Середземноморські ігри 2005                         | Греція | 48 кг            | Золото |
| Відкритий жіночий чемпіонат Австрії з боротьби 2006 | Греція | 48 кг            | 5      |
| Klippan Lady Open 2007                              | Греція | 48 кг            | 5      |
| Відкритий жіночий чемпіонат Австрії з боротьби 2007 | Греція | 48 кг            | Бронза |
| Турнір Дана Колова — Николи Петрова 2007            | Греція | 48 кг            | Срібло |
| Klippan Lady Open 2008                              | Греція | 48 кг            | 11     |
| Олімпійський кваліфікаційний турнір 2008            | Греція | 48 кг            | 17     |
| Олімпійський кваліфікаційний турнір 2008            | Греція | 48 кг            | Бронза |
| Відкритий жіночий чемпіонат Австрії з боротьби 2009 | Греція | 48 кг            | 5      |
| Середземноморські ігри 2009                         | Греція | 48 кг            | 5      |